# エウケソン・ジ・オリヴェイラ・カルドーゾ
エウケソン（Elkeson de Oliveira Cardoso、1989年7月13日 - ）は、ブラジル・マラニョン州コエリョ・ネト出身の元サッカー選手。現役時代のポジションはフォワード（FW）。元中国代表。
2019年に中国国籍を取得。中国語での名前は艾克森（アイ・クースン）。

## クラブ経歴
ヴィトーリア 
ECヴィトーリアのアカデミー出身。
ボタフォゴ 
トップ昇格後、2011年よりボタフォゴFRに移籍し主力として活躍。2012年夏には柏レイソル の他、FCシャフタール・ドネツク、ボローニャFC、ユヴェントスFCが獲得に乗り出したが、ボタフォゴとの移籍金交渉でいずれのクラブも合意に至らなかった。
 広州恒大 
2012年12月24日、広州恒大と年俸200万ユーロの4年契約で合意。移籍金は570万ユーロ。AFCチャンピオンズリーグ2013のグループリーグは外国人の登録制限により登録外になっていたが、2013年シーズン途中にルーカス・バリオスの退団により、AFCチャンピオンズリーグ2013には準々決勝のレフウィヤSC戦から登録されて出場となった。その後広州恒大は準決勝で柏レイソル、決勝でFCソウルを下して広州恒大のAFCチャンピオンズリーグ初優勝を果たした。またエウケソンは決勝のFCソウル戦は第1戦はヘディング、第2戦はムリキからのパスから抜け出して右足で決めて優勝に貢献した。2013年シーズンの超級リーグでは24得点を記録して得点王になった。チームは超級リーグ3連覇を達成。
2014年の超級リーグでも28得点を記録し、2年連続得点王になった。2014年の超級リーグでの個人成績により、中国サッカー協会年間最優秀選手賞を受賞した。チームは超級リーグ4連覇を達成。AFCチャンピオンズリーグ2014は準々決勝でウェスタン・シドニー・ワンダラーズに敗れて連覇を逃した。
2015年3月1日、広州恒大との契約延長を発表した。2019年2月28日までの4年間の契約となる。
2015年シーズンは得点数は昨年よりも減ったものの、チームは超級リーグ5連覇を達成し、2年ぶり2度目となるAFCチャンピオンズリーグ2015を優勝した。決勝第2戦のアル・アハリ戦では決勝ゴールを決めて優勝に貢献した。ACL2013とACL2015の決勝戦で2度の決勝ゴールを決めた。
 上海上港 
2016年1月21日、上海上港に完全移籍することが発表された。移籍金は1700万ユーロから2000万ユーロ、年俸は600万ユーロと報道された。
 広州恒大 
2019年7月9日、古巣の広州恒大に完全移籍することが正式に発表された。実に3年半ぶりの復帰となる。背番号は18番。ACL2019では89番。
2021年12月、広州FCを退団することを発表した。
 グレミオ 
2022年はグレミオでプレイ。
成都蓉城
2023年、成都蓉城に加入。初年度は27試合8得点を決めた。
24年限りで成都蓉城を退団。2025年4月に現役引退を発表した。

## 代表経歴
ブラジル 
2011年にアルゼンチン代表との親善試合において、国内組のみで構成されたブラジル代表に初招集されたが出場はしていない。その後は一度もブラジル代表から招集されなかった。
 中国 
2019年に、5年間以上を過ごしてきた中国への帰化が可能になり、同年7月30日付のブラジル連邦官報「Diário Oficial da União」の掲載によって、中国国籍の取得が明らかになり、ブラジル国籍を正式に離脱した。
2019年8月19日、アジアサッカー連盟は「2022 FIFAワールドカップ・アジア2次予選」の中国代表チームに登録されたと公式発表した。中国にルーツを持たない初の中国代表選手となった。そして9月10日のモルディブ代表戦で代表デビューし、2ゴールを決めた。10月10日のグアム代表戦でデビューから2戦連続となるゴールを挙げた。

## 所属クラブ
- 2009年 - 2011年  ヴィトーリア
- 2011年 - 2012年  ボタフォゴ
- 2013年 - 2015年  広州恒大
- 2016年 - 2019年 上海上港
- 2019年 - 2021年 広州FC
- 2022年  グレミオ
- 2023年 - 2024年  成都蓉城

## 個人成績
| クラブ       | シーズン     | リーグ                                | リーグ | リーグ | リーグカップ | リーグカップ | 州選手権 | 州選手権 | 国際大会 | 国際大会 | その他 | その他 | 合計 | 合計 |
| クラブ       | シーズン     | ディヴィジョン                        | 出場   | 得点   | 出場         | 得点         | 出場     | 得点     | 出場     | 得点     | 出場   | 得点   | 出場 | 得点 |
| ------------ | ------------ | ------------------------------------- | ------ | ------ | ------------ | ------------ | -------- | -------- | -------- | -------- | ------ | ------ | ---- | ---- |
| ヴィトーリア | 2009         | カンピオナート・ブラジレイロ・セリエA | 12     | 1      | –            | –            | 1        | 0        | 1        | 1        | –      | –      | 14   | 2    |
| ヴィトーリア | 2010         | カンピオナート・ブラジレイロ・セリエA | 34     | 6      | 10           | 1            | 13       | 2        | 2        | 0        | 4      | 0      | 63   | 9    |
| ヴィトーリア | 2011         | セリエB                               | 1      | 0      | 2            | 0            | 18       | 7        | 0        | 0        | –      | –      | 21   | 7    |
| ヴィトーリア | 通算         | 通算                                  | 47     | 7      | 12           | 1            | 32       | 9        | 3        | 1        | 4      | 0      | 98   | 18   |
| ボタフォゴ   | 2011         | カンピオナート・ブラジレイロ・セリエA | 34     | 8      | –            | –            | –        | –        | 3        | 0        | –      | –      | 37   | 8    |
| ボタフォゴ   | 2012         | カンピオナート・ブラジレイロ・セリエA | 31     | 11     | 5            | 2            | 16       | 5        | 2        | 0        | –      | –      | 54   | 18   |
| ボタフォゴ   | 通算         | 通算                                  | 65     | 19     | 5            | 2            | 16       | 5        | 5        | 0        | –      | –      | 91   | 26   |
| 広州恒大     | 2013         | 中国サッカー・スーパーリーグ          | 28     | 24     | 3            | 1            | –        | –        | 6        | 6        | 4      | 1      | 41   | 32   |
| 広州恒大     | 2014         | 中国サッカー・スーパーリーグ          | 28     | 28     | 1            | 0            | –        | –        | 10       | 6        | –      | –      | 39   | 34   |
| 広州恒大     | 2015         | 中国サッカー・スーパーリーグ          | 16     | 7      | –            | –            | –        | –        | 11       | 3        | 4      | 0      | 31   | 10   |
| 広州恒大     | 通算         | 通算                                  | 72     | 59     | 4            | 1            | –        | –        | 27       | 15       | 8      | 1      | 111  | 76   |
| 上海上港     | 2016         | 中国サッカー・スーパーリーグ          | 26     | 11     | 1            | 0            | –        | –        | 9        | 4        | 0      | 0      | 36   | 15   |
| 上海上港     | 2017         | 中国サッカー・スーパーリーグ          | 17     | 11     | 1            | 2            | –        | –        | 12       | 5        | 0      | 0      | 30   | 18   |
| 上海上港     | 2018         | 中国サッカー・スーパーリーグ          | 16     | 7      | 2            | 0            | –        | –        | 8        | 4        | 0      | 0      | 26   | 11   |
| 上海上港     | 2019         | 中国サッカー・スーパーリーグ          | 15     | 8      | 1            | 0            | –        | –        | 8        | 2        | 1      | 0      | 25   | 10   |
| 上海上港     | 通算         | 通算                                  | 74     | 37     | 5            | 2            | –        | –        | 37       | 15       | 1      | 0      | 117  | 54   |
| 広州FC       | 2019         | 中国サッカー・スーパーリーグ          | 13     | 10     | 0            | 0            | –        | –        | 4        | 0        | 0      | 0      | 17   | 10   |
| 広州FC       | 2020         | 中国サッカー・スーパーリーグ          | 19     | 6      | 0            | 0            | –        | –        | 4        | 1        | –      | –      | 23   | 7    |
| 広州FC       | 2021         | 中国サッカー・スーパーリーグ          | 13     | 11     | 0            | 0            | –        | –        | 0        | 0        | –      | –      | 13   | 11   |
| 広州FC       | 通算         | 通算                                  | 45     | 27     | 0            | 0            | –        | –        | 8        | 1        | 0      | 0      | 40   | 17   |
| グレミオ     | 2022         | セリエB                               | 23     | 3      | –            | –            | –        | –        | –        | –        | –      | –      | 23   | 3    |
| 成都蓉城     | 2023         | 中国サッカー・スーパーリーグ          | 27     | 8      | –            | –            | –        | –        | –        | –        | –      | –      | 27   | 8    |
| 成都蓉城     | 2024         | 中国サッカー・スーパーリーグ          | 7      | 2      | 1            | 0            | –        | –        | 0        | 0        | –      | –      | 8    | 2    |
| 成都蓉城     | 通算         | 通算                                  | 34     | 10     | 1            | 0            | 0        | 0        | 0        | 0        | –      | –      | 35   | 10   |
| キャリア通算 | キャリア通算 | キャリア通算                          | 358    | 161    | 27           | 6            | 48       | 14       | 80       | 32       | 13     | 1      | 524  | 214  |

## 代表歴
| 中国代表 |      |      |
| 年       | 出場 | 得点 |
| 2019     | 4    | 3    |
| 2020     | 0    | 0    |
| 2021     | 9    | 1    |
| 2022     | 0    | 0    |
| 2023     | 5    | 0    |
| 2024     | 1    | 0    |
| 通算     | 19   | 4    |

| 1 | 2019年9月10日 | ガロル国立競技場, モルディブ                   | 1              | モルディブ | 4–0                            | 5–0 | 2022 FIFAワールドカップ・アジア3次予選 | 2 | 5–0    |     |     |
| 3 | 2019年9月10日 | ガロル国立競技場, モルディブ                   | 2019年10月10日 | モルディブ | 天河体育中心体育場, 天河, 中国 | 5–0 | 2022 FIFAワールドカップ・アジア3次予選 | 2 | グアム | 7–0 | 7–0 |
| 4 | 2021年5月30日 | 蘇州オリンピック・スポーツセンター, 蘇州, 中国 | 5              | 5–0        |                                |     | 2022 FIFAワールドカップ・アジア3次予選 |   | グアム |     |     |

## タイトル
ECヴィトーリア
- カンピオナート・バイアーノ：2回 (2009, 2010)
- コパ・ド・ノーデスト：1回 (2010)

広州恒大
- AFCチャンピオンズリーグ：2回 (2013, 2015)
- 中国サッカー・超級リーグ：3回 (2013, 2014, 2015)

### 代表
ブラジル代表
- スーペルクラシコ・デ・ラス・アメリカス：1回 (2011)

### 個人
- AFCチャンピオンズリーグ ドリーム チーム：2回 (2013, 2014)
- 中国サッカー協会 最優秀選手賞：1回 (2014)
- 中国サッカー・超級リーグ 得点王：2回 (2013, 2014)
- 中国サッカー・超級リーグ ベストイレブン：2回 (2013, 2014)